# Begoña Aretxaga
Begoña Aretxaga Santos (geboren 24. Februar 1960 in San Sebastián; gestorben 28. Dezember 2002 in Austin, Texas) war eine baskisch-US-amerikanische Anthropologin.

## Leben
Begoña Aretxaga studierte an der Universität Baskenland (Euskal Herriko Unibertsitatea) mit Lizenziatabschluss 1983 in Philosophie und Psychologie und wurde an der Princeton University 1992 in Anthropologie promoviert. Ihre Doktorarbeit behandelte das Thema Nationalismus und Geschlecht in Irland. Von 1992 bis 1993 unterrichtete sie an der Princeton-Universität. Sie wechselte an die Harvard University und wurde dort von 1993 bis 1997 Assistenzprofessorin für Anthropologie sowie von 1997 bis 1999 für Sozialwissenschaften. Ab 1999 war sie Professorin an der University of Texas at Austin.
Ihre Forschungsthemen beinhalteten Nationalismus, politische Gewalt, Geschlechterforschung und Sexualität, oft auf die politische Situation des Baskenlandes bezogen. Ihr frühes Werk Los Funerales en el Nacionalismo Radical Vasco (1989) gilt als bahnbrechend, sie erweiterte es zur Erreichung des Ph.D. 1992. Ihr zweites Werk über Irland (Shattering Silence, 1997) betrachtet sie als eine feministische Ethnographie. Sie war Mitglied des Beratungsgremiums des Center for Basque Studies der University of Nevada, Reno, das 2005 posthum eine Sammlung ihrer Essays veröffentlichte.

## Schriften
- als Mitautorin: Mujer Vasca. Imagen y Realidad. Barcelona, 1985.
- Los Funerales en el Nacionalismo Radical Vasco. Ensayo antropológico. Baroja, San Sebastián 1989.
- A topography of dignity. Gendered politics and transformative symbols in Northern Ireland. Princeton University 1992.
- Shattering Silence. Women, Nationalism and Political Subjetivity in Northern Ireland. Princeton University Press, Princeton, NJ 1997, ISBN 0-691-03755-8.
- mit Joseba Zulaika: Enemigos, no hay enemigo. (Poleḿicas, imposturas, confesiones post-ETA). Erein, Donostia 1999, ISBN 84-7568-835-7.
- Empire and terror. Nationalism/postnationalism in the new millennium. Center for Basque Studies, University of Nevada, Reno 2004, ISBN 1-877802-48-4.
- States of terror. Begoña Aretxaga’s essays. Center for Basque Studies, University of Nevada, Reno, Nevada, 2005, ISBN 1-877802-57-3.

Beiträge von Aretxaga erschienen in den Fachzeitschriften Ethos der Society for Psychological Anthropology, Cultural Survival, Social Análisis, Arenal. Revista de Historia de las Mujeres, Annual review of anthropology oder dem Journal of Spanish Cultural Studies.
Ins Deutsche wurde bisher keines ihrer Werke übersetzt.